# Stelios Andreu
Stelios Andreu (gr. Στέλιος Ανδρέου; ur. 24 lipca 2002 w Nikozji) – cypryjski piłkarz grający na pozycji środkowego obrońcy. Od 2025 jest zawodnikiem Widzewa Łódź.

## Kariera klubowa
Swoją piłkarską karierę Andreu rozpoczął w Olympiakosie Nikozja. W 2020 roku awansował do pierwszego zespołu i 23 sierpnia 2020 zadebiutował w jego barwach w pierwszej lidze cypryjskiej w przegranym 1:2 domowym meczu z AEL Limassol. W Olympiakosie grał przez rok.
1 lipca 2021 Andreu przeszedł za 200 tysięcy euro do belgijskiego Royalu Charleroi, a swój debiut w nim zanotował 24 lipca 2021 w wygranym 3:0 wyjazdowym spotkaniu z KV Oostende. 12 sierpnia 2025 został zawodnikiem Widzewa Łódź.
| Sezon   | Klub               | Kraj | Rozgrywki                 | Mecze | Gole |
| ------- | ------------------ | ---- | ------------------------- | ----- | ---- |
| 2020/21 | Olympiakos Nikozja | Cypr | Protathlima A’ Kategorias | 34    | 1    |

## Kariera reprezentacyjna
Andreu grał w młodzieżowych reprezentacjach Cypru na szczeblach U-17, U-19 i U-21. W reprezentacji Cypru zadebiutował 27 marca 2021 roku w przegranym 0:1 meczu eliminacji do MŚ 2022 z Chorwacją, rozegranym w Rijece, gdy w 82. minucie zmienił Konstandinosa Laifisa.